# Miloš Pavlović (futbolista)
Miloš Pavlović (en serbio cirílico: Mилoш Пaвлoвић; nacido el 27 de noviembre de 1983 en Belgrado, Yugoslavia) es un futbolista profesional serbio que juega en el FK Zemun de la Prva Liga Srbija como centrocampista.

## Estadísticas
| Club                 | Temporada     | Liga | Liga  | Copa | Copa  | Europa | Europa | Otros | Otros | Total | Total |
| Club                 | Temporada     | PJ   | Goles | PJ   | Goles | PJ     | Goles  | PJ    | Goles | PJ    | Goles |
| -------------------- | ------------- | ---- | ----- | ---- | ----- | ------ | ------ | ----- | ----- | ----- | ----- |
| Radnički Beograd     | 2004–05       | 21   | 2     | 0    | 0     | 0      | 0      | 0     | 0     | 21    | 2     |
| Radnički Beograd     | Total         | 21   | 2     | 0    | 0     | 0      | 0      | 0     | 0     | 21    | 2     |
| FK Voždovac          | 2005–06       | 24   | 0     | 0    | 0     | 0      | 0      | 0     | 0     | 24    | 0     |
| FK Voždovac          | 2006–07       | 2    | 0     | 0    | 0     | 0      | 0      | 0     | 0     | 2     | 0     |
| FK Voždovac          | Total         | 26   | 0     | 0    | 0     | 0      | 0      | 0     | 0     | 26    | 0     |
| Académica de Coimbra | 2006–07       | 11   | 0     | 1    | 0     | 0      | 0      | 0     | 0     | 12    | 0     |
| Académica de Coimbra | 2007–08       | 16   | 2     | 1    | 0     | 0      | 0      | 0     | 0     | 17    | 2     |
| Académica de Coimbra | 2008–09       | 13   | 0     | 2    | 0     | 0      | 0      | 0     | 0     | 15    | 0     |
| Académica de Coimbra | Total         | 40   | 2     | 4    | 0     | 0      | 0      | 0     | 0     | 44    | 2     |
| SC Vaslui            | 2008–09       | 16   | 1     | 2    | 0     | 0      | 0      | 0     | 0     | 18    | 1     |
| SC Vaslui            | 2009–10       | 27   | 1     | 6    | 0     | 4      | 0      | 0     | 0     | 37    | 1     |
| SC Vaslui            | 2010–11       | 10   | 0     | 0    | 0     | 2      | 0      | 0     | 0     | 12    | 0     |
| SC Vaslui            | 2011–12       | 13   | 0     | 1    | 0     | 8      | 0      | 0     | 0     | 22    | 0     |
| SC Vaslui            | Total         | 66   | 2     | 9    | 0     | 14     | 0      | 0     | 0     | 89    | 2     |
| Total carrera        | Total carrera | 153  | 6     | 13   | 0     | 14     | 0      | 0     | 0     | 180   | 6     |

Datos actualizados el 20 de diciembre de 2011